# Bokermannohyla martinsi
A Bokermannohyla martinsi a kétéltűek (Amphibia) osztályának békák (Anura) rendjébe és a levelibéka-félék (Hylidae) családjába tartozó faj. A faj korábban a Hyla nemzetségbe tartozott, egy nemrégen történt felülvizsgálat eredményeképpen került át a Bokermannohyla nembe.

## Előfordulása
A faj Brazília endemikus faja, az ország délkeleti részén fekvő Minas Gerais államban él. Természetes élőhelye a szubtrópusi vagy trópusi nedves bozótosok, szubtrópusi vagy trópusi magashegyi bozótosok, folyók, folyómenti galériaerdők.

## Természetvédelem
Elterjedési területe több védett park területére esik.